# My Family (sitcom)
My Family is een Britse sitcom die sinds 2000 wordt uitgezonden op BBC One en tegenwoordig op BBC Entertainment.In Nederland werd de serie uitgezonden door de KRO (seizoen 1 en 2) en de VARA (seizoen 3). Tegenwoordig wordt de serie in Nederland uitgezonden op het digitale tv-kanaal Humor TV 24. In Vlaanderen verscheen de reeks op Canvas.
My Family is bedacht door de Amerikaan Fred Barron en gaat over een Brits gezin met Robert Lindsay en Zoë Wanamaker als Ben en Susan Harper, een koppel dat in Chiswick, West London woont. Hun drie kinderen, Nick, Janey and Michael, worden gespeeld door Kris Marshall, Daniela Denby-Ashe en Gabriel Thomson. In latere series verschijnen meerdere personages zoals Bens nichtje Abi (Siobhan Hayes), Bens collega-tandarts Roger Bailey (Keiron Self) en Nicks vriend Alfie (Rhodri Meilir).